# Marsz Równości we Wrocławiu

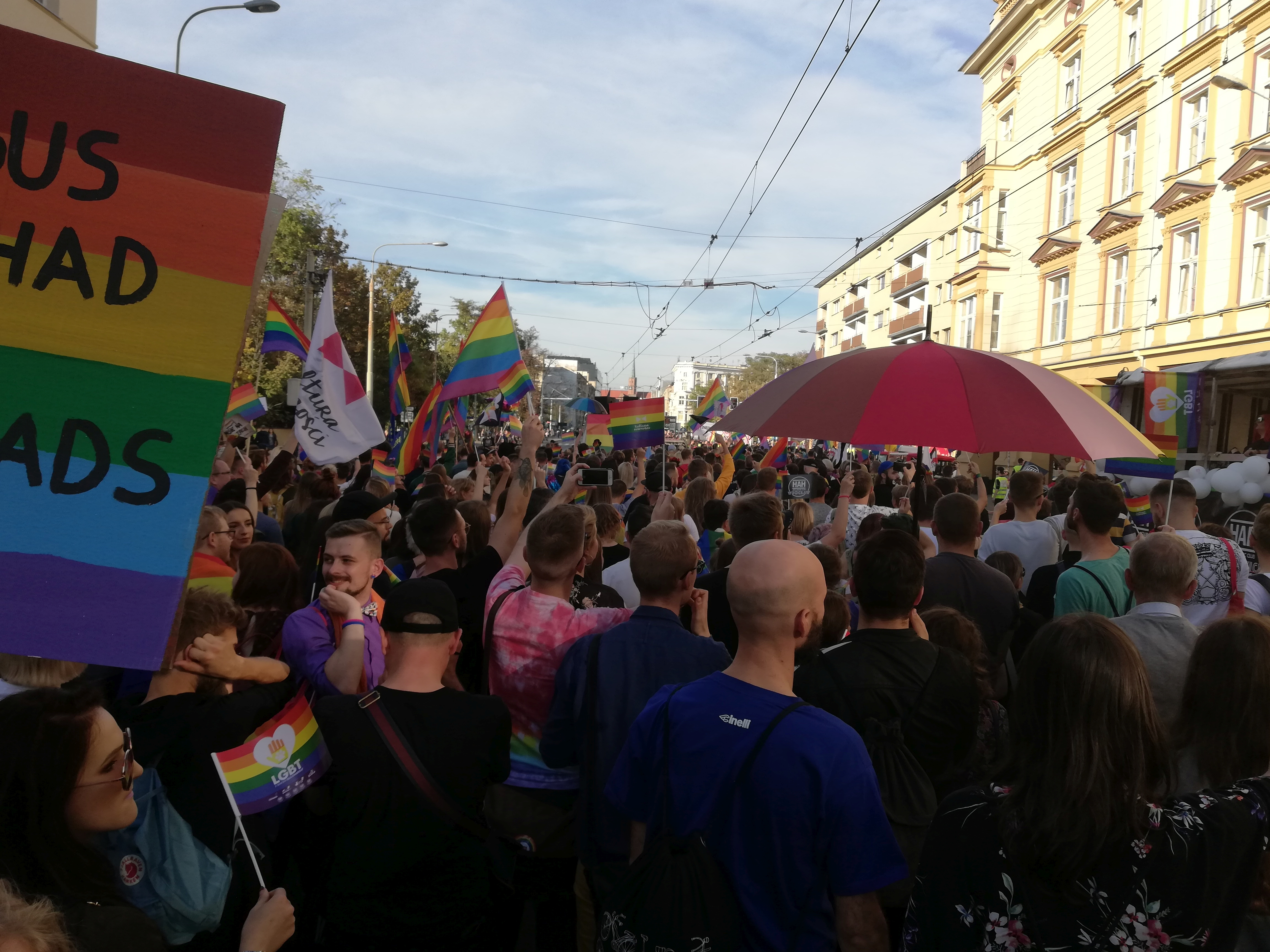
Przemarsz X Marszu Równości we Wrocławiu (2018)

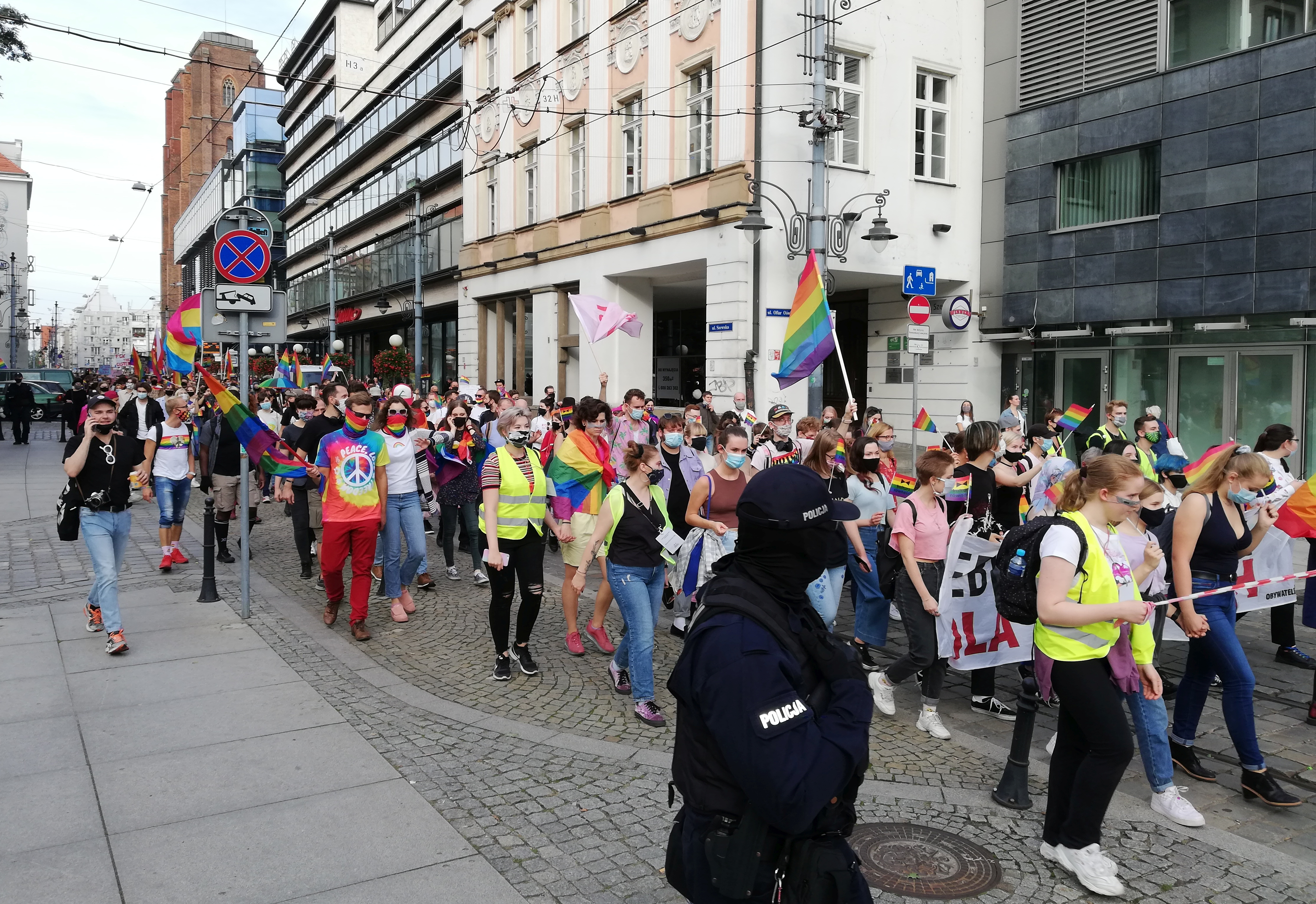
XII Marsz Równości (2020) odbywał się przy zaostrzonych zasadach sanitarnych

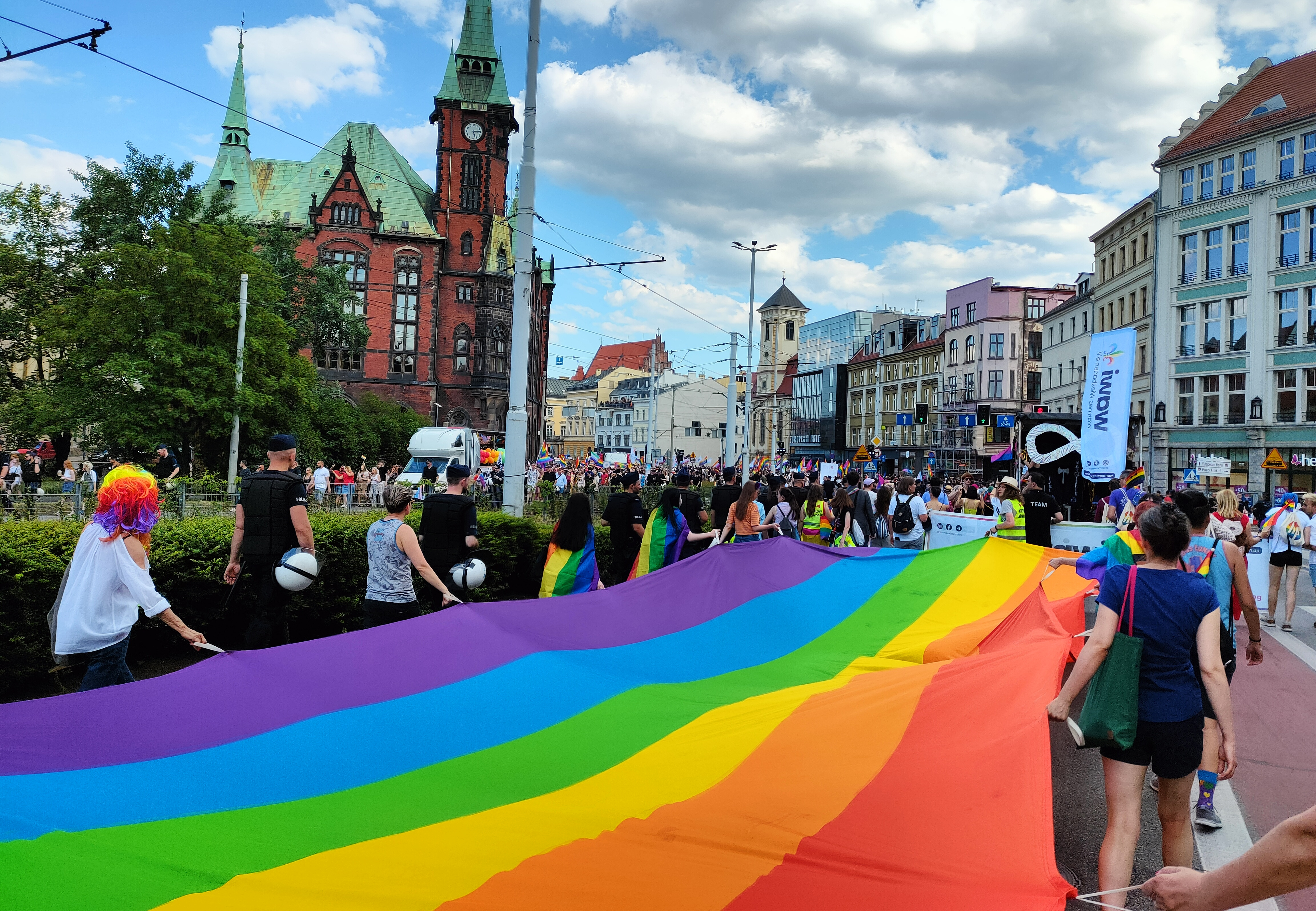
Tęczowa flaga niesiona podczas XIV Marszu Równości we Wrocławiu (2022)

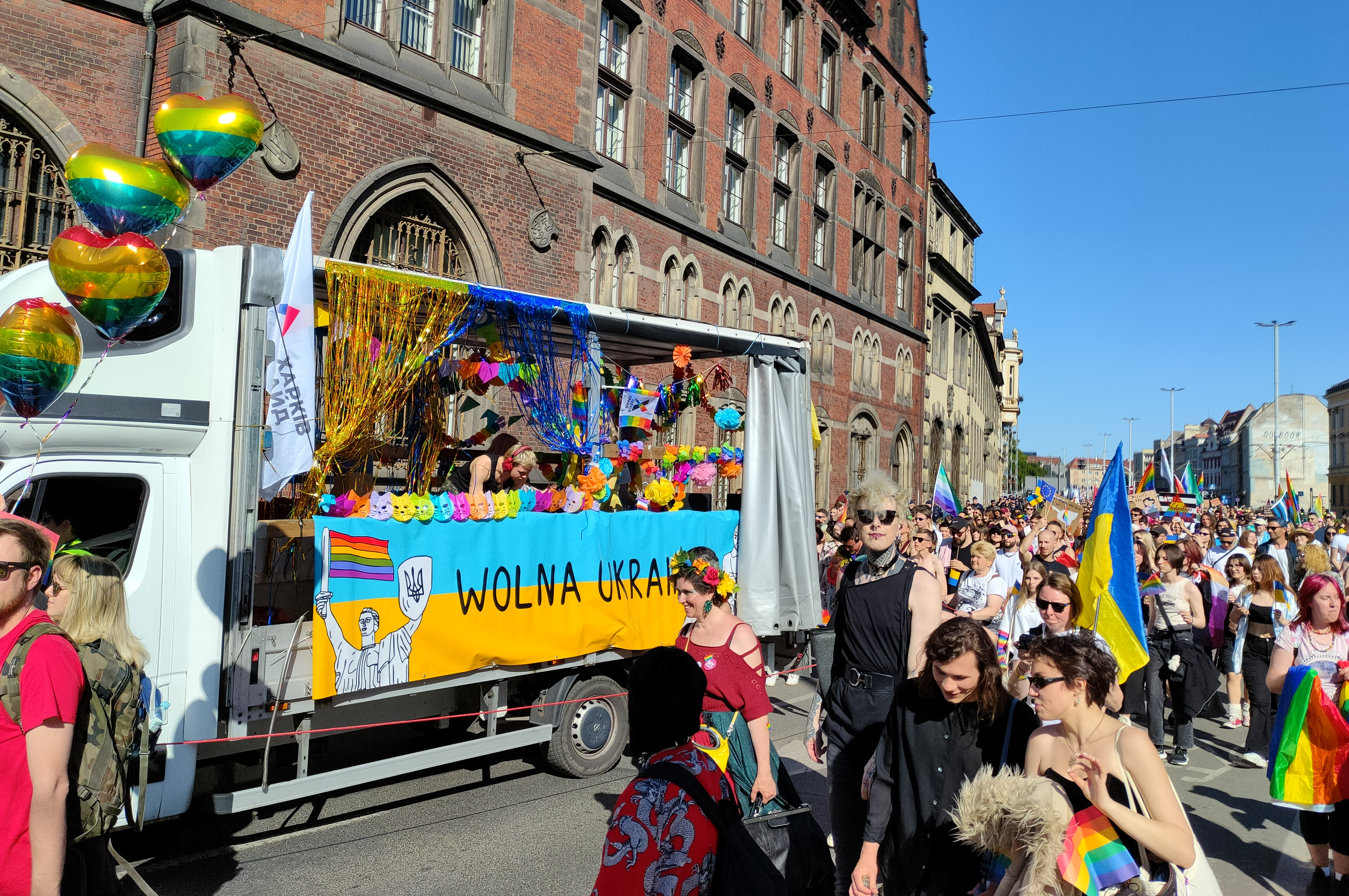
Ukraińska platforma w trakcie XV Marszu Równości we Wrocławiu (2023)

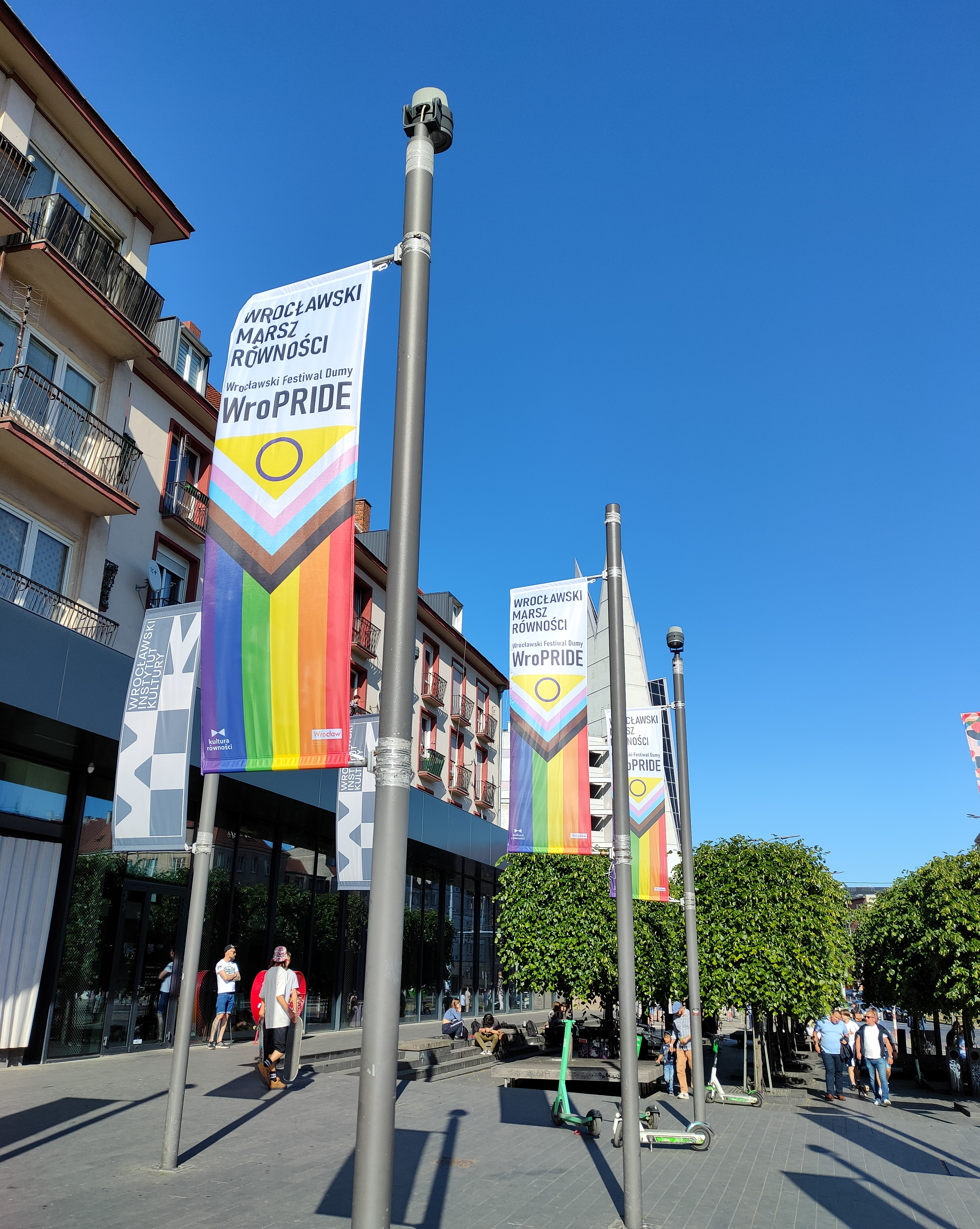
Miejskie maszty podczas WroPRIDE 2023 Wrocławskiego Festiwalu Dumy

Marsz Równości we Wrocławiu – coroczna manifestacja we Wrocławiu w postaci przemarszu przez miasto osób domagających się równouprawnienia mniejszości LGBT. Jest również wyrazem sprzeciwu wobec homofobii oraz dyskryminacji ze względu na tożsamość seksualną oraz płciową. W latach 2010–2021 odbywał się w ramach corocznego „Festiwalu Równych Praw”, przemianowanym od roku 2022 na „WroPRIDE – Wrocławski Festiwal Dumy”.
Pierwszy Marsz Równości we Wrocławiu odbył się w ramach 7. Festiwalu Przeciw Wykluczeniom i był zorganizowany przez działaczki wrocławskiego oddziału Kampanii Przeciw Homofobii. Od 2014 roku (VI Marsz Równości) organizatorem marszu jest stowarzyszenie Kultura Równości. Tradycyjnie marsz odbywał się zazwyczaj w pierwszą sobotę października, dzięki czemu w roku 2020, podczas trwania pandemii COVID-19 był jednym z nielicznych marszów równości w Polsce, jakie mogły się wówczas odbyć. Od roku 2022 (XIV Marsz Równości) wydarzenie zostało przeniesione na czerwiec – miesiąc „Dumy Gejowskiej”.
Od roku 2019 (XI Marsz Równości) decyzją Jacka Sutryka wydarzenie jest objęte honorowym patronatem prezydenta miasta. Od roku 2021 (XIII Marsz Równości) honorowy patronat corocznie przyznaje również Przedstawicielstwo Komisji Europejskiej w Polsce. W roku 2024 (XVI Marsz Równości) patronatu udzieliła również ministra ds. równości Katarzyna Kotula.

## Zestawienie chronologiczne
| Edycja | Data       | Liczba uczestników | Hasło                                 |
| ------ | ---------- | ------------------ | ------------------------------------- |
| I      | 24.10.2009 | ok. 100–150        |                                       |
| II     | 25.09.2010 | ok. 400            | „Związki partnerskie”                 |
| III    | 01.10.2011 | kilkaset           | „Prawo do widoczności”                |
| IV     | 06.10.2012 | ok. 200            | „Jesteśmy. Przyzwyczajacie się!”      |
| V      | 05.10.2013 | ok. 300            | „Miłość nie pyta o płeć!”             |
| VI     | 11.10.2014 | blisko 1 000       | „Prawa człowieka a nie przywileje”    |
| VII    | 03.10.2015 | ok. 400            | „Prawa człowieka a nie światopogląd!” |
| VIII   | 08.10.2016 | ponad 1 000        | „Nie ma kultury bez równości”         |
| IX     | 07.10.2017 | ok. 1 000          | „Za miłość naszą i waszą”             |
| X      | 06.10.2018 | prawie 7 000       | „Wspólnie w imię miłości”             |
| XI     | 05.10.2019 | ok. 8 000          | „Miłość przeciw nienawiści”           |
| XII    | 03.10.2020 | kilka tysięcy      | „Marsz Równości dla Polski”           |
| XIII   | 02.10.2021 | ponad 12 000       | „Chcemy całego życia”                 |
| XIV    | 11.06.2022 | ok. 15 000         | „Duma bez uprzedzeń”                  |
| XV     | 03.06.2023 | ok. 15 000         | „Marsz równości idzie dalej”          |
| XVI    | 08.06.2024 | ok. 8 000          | „Równość na horyzoncie”               |